# John Wright (Filmeditor)
John Wright (* 4. Juli 1943 in Glendale, Kalifornien; † 20. April 2023 in Calabasas, Kalifornien) war ein US-amerikanischer Filmeditor.

## Leben
Wright war seit 1973 als eigenständiger Editor tätig. Seine Spezialität war der Schnitt von Action-betonten Filmen.
Der Film Jagd auf Roter Oktober (1990) bedeutete die erste Zusammenarbeit mit dem Regisseur John McTiernan. Zudem war er für diesen 1991 zusammen mit seinem Kollegen Dennis Virkler für den Oscar in der Kategorie Bester Schnitt nominiert.
Die Fernsehproduktion Ein Meer für Sarah brachte ihm einen Emmy sowie die Auszeichnung mit dem Eddie-Award ein. Einen ersten Eddie hatte er zusammen mit David E. Blewitt 1978 erhalten.
Für seine Mitarbeit an dem Film Speed war Wright 1995 ein zweites Mal für den Oscar nominiert. Für diese Produktion wurde er mit dem British Academy Film Award ausgezeichnet.
Der letzte gemeinsame Film mit McTiernan war Rollerball aus dem Jahr 2002.

## Filmografie (Auswahl)
- 1976: Killerhunde (Dogs)
- 1978: Convoy
- 1981: Mrs. Hines und Tochter (Only When I Laugh)
- 1982: Frances
- 1987: Running Man
- 1988: Gleaming Heart – Rebellen auf Skateboards (Gleaming the Cube)
- 1990: Jagd auf Roter Oktober (The Hunt for Red October)
- 1991: Ein Meer für Sarah (Sarah, Plain and Tall)
- 1991: Turtles II – Das Geheimnis des Ooze (Teenage Mutant Ninja Turtles II: The Secret of the Ooze)
- 1991: Armadillo Bears – Ein total chaotischer Haufen (Necessary Roughness)
- 1993: Last Action Hero
- 1994: Speed
- 1995: Stirb langsam: Jetzt erst recht (Die Hard with a Vengeance)
- 1996: Operation: Broken Arrow (Broken Arrow)
- 1998: Octalus – Der Tod aus der Tiefe (Deep Rising)
- 1999: Der 13te Krieger (The 13th Warrior)
- 1999: Die Thomas Crown Affäre (The Thomas Crown Affair)
- 2000: X-Men
- 2002: Rollerball
- 2004: Die Passion Christi (The Passion of the Christ)
- 2006: Spiel auf Sieg (Glory Road)
- 2006: Apocalypto
- 2008: Der unglaubliche Hulk (The Incredible Hulk)
- 2010: Secretariat – Ein Pferd wird zur Legende (Secretariat)
- 2014: Den Himmel gibt’s echt (Heaven Is for Real)